# Rémi Torregrossa
Pour les articles homonymes, voir Torregrossa (homonymie).
Rémi Torregrossa est un dessinateur français de bandes dessinées.

## Biographie
Rémi Torregrossa suit des études d'arts appliqués et son diplôme obtenu, il rencontre Didier Tarquin qui l'invite à s'installer au Gottferdom Studio pour y développer son trait. Il y fait la connaissance de Simon Van Liemt, entre autres. Là, il réalise quelques illustrations et sa première bande dessinée, Pour un an, je serai la mort, une histoire courte qui est publiée en 2008 dans le numéro 111 du journal Lanfeust mag. En mars 2010 il sort La Marque de l'Entre-Monde, premier volume de la série Triskell, scénarisée par Audrey Alwett et dont le quatrième et dernier tome (guerre et fées) est édité en février 2013. La qualité du dessin de Rémi Torregrossa lui vaut des appréciations élogieuses de la critique,,,,,.

## Publications
- Triskell
  - 2010  tome 1 La Marque de l'Entre-Monde, Audrey Alwett (scénario), Rémi Torregrossa (dessin), Virginie Blancher (couleurs), Soleil
  - 2011  tome 2 La Cité des Vents, Audrey Alwett (scénario), Rémi Torregrossa (dessin), Virginie Blancher (couleurs), Soleil
  - 2012  tome 3 Le Cornu de Brocéliande, Audrey Alwett (scénario), Rémi Torregrossa (dessin), Cyril Vincent et Digikore Studio (couleurs), Soleil
  - 2013  tome 4 Guerre et fées, Audrey Alwett (scénario), Rémi Torregrossa (dessin), Mirka Andolfo (couleurs), Soleil

- Coluche
  - 2014 , une vie d'enfoiré, François Dimberton (scénario), Rémi Torregrossa (dessin), Kmixe et Leonard Olivier (couleurs), Jungle

- Histoires courtes en bandes dessinées
  - Pour un an, je serai la mort, scénario Audrey Alwett, dessin Rémi Torregrossa (couleurs Mick), Lanfeust Mag no  111, été 2008
  - Des trous dans le shériff, scenario et dessin Rémi Torregrossa (couleurs Virginie Blancher), Lanfeust Mag no  133, été 2011
- 1984, adaptation par Jean-Christophe Derrien (scénario) et Rémi Torregrossa (dessin et couleurs), aux éditions Soleil (2021)[7]